# Stefan Ferdinand Etgeton
Stefan Ferdinand Etgeton(* 1988 in Mettingen) ist ein deutscher Autor. 

## Leben
Etgeton studierte Volkswirtschaftslehre, Soziologie und Niederlandistik in Köln, Warschau, Utrecht und Berlin.
2014 gewann er beim MDR-Literaturwettbewerb den Jury- und den Publikumspreis für einen Auszug aus dem Roman Rucksackkometen, der 2015 erschien.
Der in konsequenter Kleinschreibung verfasste Roman wurde für den Klaus-Michael Kühne-Preis nominiert und von der Kritik zwiespältig aufgenommen. Stefan Hochgesand (taz) fühlte sich durch die episodenhaften Kapitel an Voltaires Candide erinnert und lobte „ein Debüt, das alle Lagen des Lichts beherrscht, vom zarten Morgendämmer bis zur Haudrauf-Supernova“, während Katja Lah (ebenfalls in der taz) sich die Frage stellte, wie es sein könne, „dass immer wieder Bücher veröffentlicht werden von Leuten, die sich selbstgefällig in der Panade ihrer sie finanzierenden Eltern wälzen, gleichzeitig aber in die Fußstapfen von Jack Kerouac und On the Road treten möchten?“
2016 erhielt Etgeton für seine Erzählung Gestern die Welt gestern den Hauptpreis der Wuppertaler Literatur Biennale.
2017 erschien sein zweiter Roman Das Glück meines Bruders.
Stefan Ferdinand Etgeton lebt in Berlin.

## Werke
- Rucksackkometen. Roman, C. H. Beck, München 2015, ISBN 978-3406682056.
- Das Glück meines Bruders. Roman, C. H. Beck, München 2017, ISBN 978-3-406-71181-7.

## Auszeichnungen
- 2013 Evangelischer Literaturpreis[6]
- 2014 Jury- und Publikumspreis beim MDR-Literaturwettbewerb
- 2016 Hauptpreis bei der Wuppertaler Literatur Biennale